# 29353 Manu
29353 Manu è un asteroide della fascia principale. Scoperto nel 1995, presenta un'orbita caratterizzata da un semiasse maggiore pari a 2,9775715 UA e da un'eccentricità di 0,1201496, inclinata di 10,13909° rispetto all'eclittica.